# Mihai Constantinescu (cântăreț)
Mihai Constantinescu (n. 4 ianuarie 1946, București, România – d. 29 octombrie 2019, București, România) a fost un cântăreț român de muzică ușoară. A absolvit Institutul de Educație Fizică și Sport din București în anul 1973. În anul 1972, termină Școala Populară de Artă, clasa Florica Orăscu. Mihai Constantinescu face parte din corul de copii al Radiodifuziunii, iar în anul 1964 intră în grupul Mondial. În această perioadă încep să-i apară primele piese. Lansează piesa «Păpușa». 
Mihai Constantinescu mai cânta cu Modern Group, trupa lui Petre Magdin. Primele înregistrări sunt făcute la solicitarea lui Titus Munteanu din repertoriul francez. Titus Munteanu îl remarcă la una din audițiile organizate de clasa Floricăi Orăscu.

## Apariții și activitatea muzicală
Mihai Constantinescu face parte din trio-ul lansat de Titus Munteanu din care mai fac parte Olimpia Panciu și Marius Țeicu. 
În anul 1999 editează în format single «Iubiți și câinii vagabonzi»
În anul 2003, unul din albumele de pe dublul CD al Anastasiei Lazariuc cuprinde piese scrise de Mihai Constantinescu.
A efectuat turnee în toate țările ex-socialiste, în Germania, în SUA și în câteva state din vestul Europei.
În 2002, luna mai, primește Diploma de Onoare în cadrul Galei Muzicii Ușoare «O zi printre stele» din partea Ministerului Culturii și Cultelor.
În 2002, Editura Muzicală a Uniunii Compozitorilor și Muzicologilor din România îi editează un caiet de cântece selectate din șlagărele lansate în trei decenii.

## Premii
În anul 1975, a obținut premiul al III-lea la Festivalul Șlagărelor de la Dresda cu piesa «Am visat» interpretată de Corina Chiriac.
În anul 1981, obține premiul I la emisiunea-concurs «Șlagăre în devenire» cu piesa «I.E.F.S ura!».
Mihai Constantinescu a fost decorat post-mortem de președintele Klaus Iohannis cu Ordinul Național „Pentru Merit” în grad de Cavaler.

## Discografie
- 1974 - «Iubiți-ne că sîntem flori / De unde vii? / Penița / Sora mea cea mică» (EP - Electrecord)
- 1979 - «Olimpia Panciu - Mihai Constantinescu»  (EP - Electrecord)
- 1972 - «Marius, Olimpia, Mihai», împreună cu Marius Țeicu și Olimpia Panciu (Album - Electrecord)
- 1972 - «Un zîmbet și o floare» (Album - Electrecord)
- 1978 - «O floare» (Album - Electrecord)
- 1980 - «Mihai Constantinescu» (Album - Electrecord)
- 1982 - «Speranță și vis» (Album - Electrecord)
- 1983 - «Hei, copilărie» (Album - Electrecord)
- 1985 - «Mihai Constantinescu» (Album - Electrecord)
- 1986 - «Te caut mereu» (Album - Electrecord)
- 1987 - «Sus în deal» (Album - Electrecord)[4]
- 1987 - «Sînt un om obișnuit» (Album - Electrecord)
- 1989 - «Cîntă iubire» (Album - Electrecord)
- 1991 - «La est și vest de Prut», împreună cu Anastasia Lazariuc (Album - Electrecord)
- 1993 - «Adio tristețe», împreună cu Anastasia Lazariuc (Album - Electrecord)
- 1994 - «Maria» (Album - Electrecord)
- 1994 - «Cine știe» (Album - Electrecord)
- 1996 - «Anotimpurile» (Album)
- 1999 - «O lume minunată» (Album)[4]
- 2000 - «Samba, samba» (Album)
- 2010 - «Parte din viața mea» 4 CD Box (Compilație)